# Home d'armes

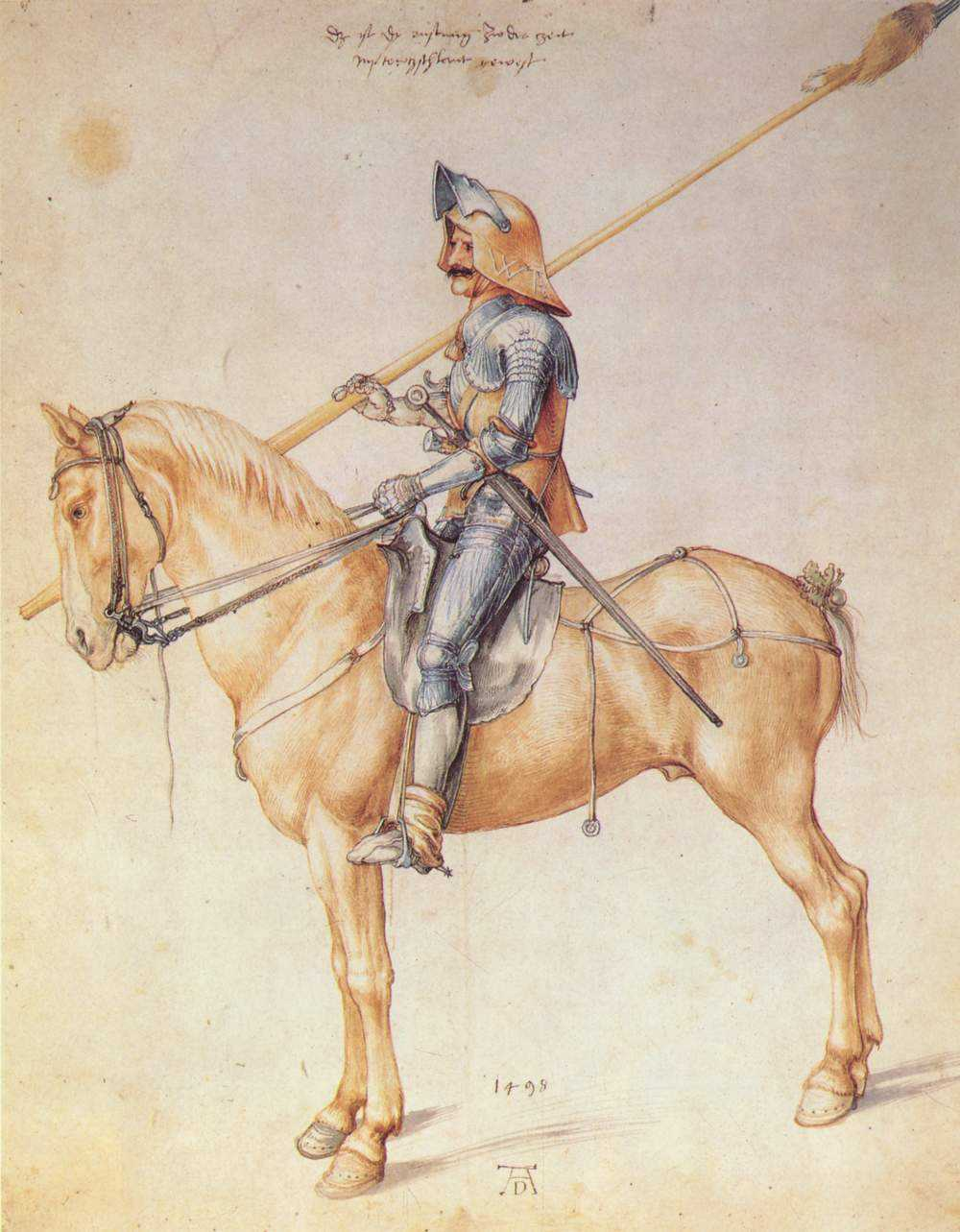
Home d'armes alemany de finals del, d'Albrecht Dürer

Els homes d'armes eren soldats del període que va des de l'alta edat mitjana fins al Renaixement. Dominaven l'ús de diversos tipus d'armes, com ara la llança, l'espasa, el ganivet i l'arc, així com diversos tipus de combat, sia a peu o a cavall, sempre amb armadura completa (lleugera o pesant). Un home d'armes podia ser un cavaller o un noble, a servei d'algú jeràrquicament superior o d'una companyia mercenària. Aquests homes podien servir mitjançant un pagament o una obligació feudal. Els termes «cavaller» i «home d'armes» sovint es fan servir de manera intercanviable, però mentre que tots els cavallers equipats per a la guerra eren homes d'armes, no tots els homes d'armes eren cavallers.
La funció militar d'un home d'armes era actuar com a cavalleria pesant. A més a més, sovint lluitaven a peu com a infanteria pesant, particularment als segles xiv i xv. Durant el segle xvi, els homes d'armes anaren sent substituïts per altres tipus de cavalleria, com els demi-lancer (en alemany, Lanzierer) i els cuirassers (en francès, cuirassiers), caracteritzats per portar menys armadura i altres tipus d'armament més enllà de la llança pesant.
A mitjans del segle xvi, l'ús dels homes d'armes ja estava en gran declivi. L'últim combat conegut en el qual homes d'armes lluitaren per Anglaterra fou la batalla de Pinkie Cleugh (setembre del 1547), on combateren amb solvència. A llarg termini, l'ús extens de les armes de foc i noves tàctiques de cavalleria acabaren provocant la desaparició d'aquest tipus de guerrers.